# CandyMan
Candyman, de son vrai nom Rubén Cuesta Palomo, est un chanteur cubain initiateur dans le genre musical cubaton, reggaeton et hip-hop de ce pays. Ce chanteur est très influencé par le reggae de la Jamaïque, pays voisin de Cuba.
Candyman obtient un grand succès dans son pays avec Senior Official, malgré l'interdiction de passer à la radio et à la télé cubaine. Il dénonce en effet ouvertement certaines pratiques de l'administration et notamment les bavures de la police contre la jeunesse cubaine.
En 2019 il change son nom en Kandyman et prévoit de nouvelles sorties sous Kobalt Music Group.

## Discographie
- Caramelo (R. Cuesta Palomo, C. Pencheff) Producteur: C. Pencheff pour le label discographique suédois Topaz records.
- La mordidita (Candyman, C. Pencheff, Shagoo, DJ Bebe) Producteur: C.Pencheff pour Topaz Records • Auteur: Arc Music/ Topaz publishing/ Warner Chappell © Topaz records / Warner Music 2004.
- Sera que no me quieres (R. Cuesta Palomo, L.A. Pencheff, C. Pencheff) Producteurs : Tito Pencheff et C. Pencheff pour Topaz records.
- Potrica.